# Histoire de Microsoft Windows
L'histoire de Microsoft Windows commence en 1981, quand Microsoft annonce le développement de Windows, une interface graphique (GUI) pour son système d'exploitation MS-DOS. Le produit a évolué d'une simple interface à deux familles de système d'exploitation, chacune avec sa codebase et son système de fichier.
La famille de versions 3.x et 9x comprennent Windows 3.0, Windows 3.1x, Windows 95, Windows 98, et Windows Me. Windows for Workgroups 3.11 a ajouté la gestion du réseau 32 bits. Windows 95 ajouta un meilleur support des processeurs 32 bits (néanmoins, MS-DOS, une partie du noyau et certains utilitaires tel le défragmenteur de disque restèrent en 16 bits).
La famille Windows NT a commencé avec Windows NT 3.1 en 1993. Les versions modernes de Windows sont basées sur le noyau Windows NT (qui fut initialement pensé pour OS/2). Windows fonctionne sur architectures IA-32, x86-64, et ARM 32-bit (ARMv7),. Des versions plus anciennes fonctionnent sur i860, Alpha, MIPS, Fairchild Clipper, PowerPC, et Itanium.
L'Explorateur Windows, le gestionnaire de fichiers graphique, remplaça le gestionnaire de programme à la sortie de Windows 95 et reste jusqu'à Windows 11.

## Windows 1.0x
La première version de Microsoft Windows, Windows 1.0, sortie le 20 novembre 1985, fut assez peu utilisée. Elle devait à l'origine s'appeler « Interface Manager » (« Gestionnaire d'interface ») mais Rowland Hanson (en), directeur marketing, a convaincu le reste de la compagnie que le nom « Windows » serait plus commercial.
Windows 1.0 n'était pas un système d'exploitation complet, mais plutôt un environnement graphique pour MS-DOS. De ce fait, Windows partageait toutes les faiblesses et problèmes de celui-ci.
Dans cette première version de Windows étaient inclus des programmes simple tels Microsoft Paint, Windows Write, un calendrier, une horloge, un panneau de configuration et un terminal. On trouvait également un jeu appelé Reversi.
Microsoft avait auparavant travaillé avec Apple Computer pour développer des applications sur leur nouveau Macintosh, qui possédait une interface graphique. Pendant la négociation du contrat, Microsoft avait obtenu une licence sur certains aspects de l'interface du Macintosh. Afin de ne pas enfreindre les brevets d'Apple, Microsoft limitera volontairement l'interface de Windows 1.0. Les fenêtres ne pouvaient par exemple pas se superposer les unes aux autres.
Windows 1.0 est sorti dans les cinq versions suivantes :
- Windows 1.01 ;
- Windows 1.02 ;
- Windows 1.03 ;
- Windows 1.03 pour Intel 80286 ;
- Windows 1.04.

## Windows 2.x
Microsoft Windows 2.0 est sorti le 9 décembre 1987 et fut un peu plus populaire que son prédécesseur. Cette popularité s'expliquait par l'intégration de Windows 2.0 aux applications bureautique Excel et Word pour Windows de Microsoft. Celles-ci pouvaient être exécutées depuis MS-DOS et étaient capables de lancer Windows elles-mêmes.
Les versions 2.0x fonctionnaient en mode réel, ce qui limitait la mémoire à un maximum de 1 mégaoctet.
Une version ultérieure, Windows/386 2.1 fonctionnait en mode protégé. Toutes les applications Windows et DOS qui fonctionnaient en même temps étaient en mode réel au-dessus du noyau qui fonctionnait en mode protégé, grâce au mode virtual 8086, rendu possible par les nouveaux processeurs 80386.
Les versions de ce Windows sont citées ci-dessous :
- Windows 2.01 pour Intel 80386 ;
- Windows 2.03 ;
- Windows 2.03 pour Intel 80386 ;
- Windows 2.10 pour Intel 80286 ou 80386 ;
- Windows 2.11 pour Intel 80286 ou 80386.

## Windows 3.0
Windows 3.0, sorti en mai 1990, fut le premier grand succès commercial pour Windows. Windows 3.0 améliore grandement les capacités des applications natives et permet de mieux faire fonctionner plusieurs applications MS-DOS en parallèle, grâce au système de mémoire virtuelle.
L'interface de Windows 3.0 devient également assez aboutie pour devenir un concurrent sérieux au Macintosh. Couplée à l'évolution des cartes graphiques pour PC de l'époque, celle-ci permet enfin l'utilisation d'applications Windows plus simplement et efficacement que leur équivalent MS-DOS. C'est également la première version capable de lancer des applications Windows en mode protégé.
En octobre 1991, une mise à jour apportant des fonctions multimedia à Windows fut rendue disponible. Celle-ci fut souvent vendue en pack avec des lecteurs CD ou deux cartes son.
Il se vendra 10 millions de copies avant la sortie de Windows 3.1 deux ans plus tard. Le support de Windows 3.0 fut arrêté le 31 décembre 2001.
Existe en trois versions seulement :
- Windows 3.00 (l'original) ;
- Windows 3.00a (légère amélioration) ;
- Windows 3.00 avec drivers multimédias (3.00 Multimedia Edition) cité ci-dessus.

## OS/2

Logo d'OS/2.

À partir du milieu des années 1980, Microsoft et IBM développent ensemble ce qu'ils imaginent comme le successeur de DOS, OS/2 qui tire pleinement parti du mode protégé de l'Intel 80286. OS/2 1.0, sorti en 1987 permet déjà de supporter plusieurs applications DOS en multitâche.
La nouvelle Interface Graphique, Presentation Manager (PM), ne fut pas disponible avant la version 1.1, disponible en 1988. À la suite des demandes d'IBM, ses API n'étaient pas compatibles avec Windows. La version 1.2, sortie in 1989, introduit un nouveau système de fichier, HPFS, afin de remplacer le FAT.
Au début des années 1990, les relations entre IBM et Microsoft se dégradent. Avec le succès de Windows 3.0, Microsoft préfère se concentrer sur celui-ci que sur Presentation Manager. Un accord est conclu, IBM s'occupera seul de la fin du développement d'OS/2 2.0 et Microsoft développera la version suivante, qui remplace OS/2 2.0, MS-DOS et Windows 3.0.
Après de nouveaux désaccords, IBM et Microsoft décident de se séparer. IBM continuera seul le développement de futures versions d'OS/2. Microsoft, de son côté, gardera le code d'OS/2 3.0 qui servira de base à Windows NT (New Technology) 3.0.
Les versions de OS/2 développées par Microsoft sont les suivantes :
- OS/2 1.0 ;
- OS/2 1.02 (SDK seulement) ;
- OS/2 1.1 ;
- OS/2 1.30.1 (Server uniquement).

## Windows 3.1x
En réponse à la sortie d'OS/2 2.0, Microsoft développe Windows 3.1, qui apporte de nombreuses améliorations à Windows 3.0, comme un support des polices TrueType (développées avec Apple), de meilleures performances, un support multimédia natif, et de nombreux correctifs
En 1992 et 1993, Microsoft met sur le marché Windows for Workgroups (WfW), qui ajoute à Windows 3.1 des fonctions réseaux (drivers, protocoles, accès internet...). Toutes ces versions feront que Windows 3.1, bien qu'il ne soit pas aussi performant qu'OS/2 2.0 (bureau, support des noms de fichier longs...) deviendra le standard de facto des dérivés de l'IBM PC. L'API Windows devient également le standard pour développer des applications.
Il sort en quatre versions (dont deux pour Workgroup) :
- Windows 3.1 ;
- Windows pour Workgroup 3.1 (cité ci-dessus) ;
- Windows pour Workgroup 3.11 (légère amélioration de la version fW 3.1, et incluant la gestion du réseau 32 bits) ;
- Windows 3.11.

## Windows NT 3.x
Microsoft continuera de développer Windows NT en parallèle.
Windows NT 3.1 arriva sous forme de beta en juillet 1992. Microsoft annonce que Windows NT 3.1 serait suivi par Chicago (toujours basé sur MS-DOS), puis par NT 4.0 Cairo, qui unifiera Chicago et NT 3.1. Cairo sera finalement un projet bien plus difficile que prévu. Il faudra attendre 2001 et Windows XP— afin de voir Chicago (Windows 9x) et Windows NT être unifiés. Cependant, WinFS, le nouveau système de fichier orienté objet censé remplacer NTFS, n'est toujours pas inclus dans Windows en 2015. Il fut remplacé par des systèmes d'indexation au-dessus de NTFS.
À l'époque, il y avait beaucoup moins de pilotes sur Windows NT que sous Windows, en raison de la plus grande complexité de programmation. Ce problème persistera jusqu'à Windows XP, les développeurs refusant de s'investir sur un système avec aussi peu de parts de marché. De plus, Windows NT nécessitait également des machines plus puissantes que MS-DOS et Windows.
Cependant, avec son système de fichiers plus évolué (NTFS) et sa meilleure gestion des réseaux, Windows NT s'installa naturellement en entreprise.
Une des grandes avancées de Windows NT fut la nouvelle API Windows 32 bits : Win32, qui remplaça l'ancienne API Win16. Celle-ci fut rendue compatible avec Chicago afin de commencer la fusion entre les deux systèmes.
Diverses versions sont sorties :
- Windows NT 3.1 Advanced Server ;
- Windows NT 3.1 Workstation ;
- Windows NT 3.5 Server ;
- Windows NT 3.5 Workstation ;
- Windows NT 3.51 Server ;
- Windows NT 3.51 Workstation.

## Windows 95
Après Windows 3.11, Microsoft débuta le développement d'une nouvelle version de Windows pour le grand public : Chicago. Chicago a été conçu pour supporter les nouvelles API Win32 initialement conçues pour Windows NT, Win16 étant également supporté pour la rétrocompatibilité. La nouvelle interface graphique orientée objet initialement prévue pour Cairo fut finalement intégrée à Chicago (d'autres éléments comme le Plug and Play furent également intégrés).
Le code de Windows ne fut pas totalement réécrit en 32 bits. Différentes parties du code sont restées en 16 bits pour des raisons de coût de développement et de compatibilité. Ce problème commencera à avoir un impact sur l'efficacité et la stabilité de Windows.
Chicago est finalement sorti le 24 août 1995 sous le nom Windows 95. MS-DOS 7 étant intégré au système, il devient impossible pour les consommateurs d'installer Windows sur un DOS non-Microsoft. De plus, même si MS-DOS est chargé au lancement de la machine, les applications Windows 95 ne fonctionnent qu'en mode protégé avec mémoire virtuelle. De ce fait, les allocations mémoire des applications sont bien distinctes et le système commence à être plus proche de Windows NT.
Avec la sortie de Windows 95, IBM et OS/2 commencent rapidement à perdre des parts de marché, de par leur incompatibilité avec les nouvelles applications Win32, devenues standard sur le PC.
4 versions de Windows 95 furent mises sur le marché au cours des années :
- Windows 95 - version originelle ;
- Windows 95 A - inclut la mise à jour Windows 95 OSR1 ;
- Windows 95 B - (OSR2) ajoute Internet Explorer (IE) 3.0 et le support complet du système de fichier FAT32 ;
- Windows 95 B USB - (OSR2.1) ajoute un support basique de l'USB ;
- Windows 95 C - (OSR2.5) ajoute IE 4.0. Ce fut la dernière version de Windows 95 produite.

OSR2, OSR2.1, et OSR2.5 ne furent pas mis directement à la disposition du grand public mais seulement aux OEM qui pré-installaient Windows sur leur machine.

## Windows NT 4.0
Windows NT 4.0 fut le successeur de 3.51 (1995) et 3.5 (1994). Il fut disponible en juillet 1996, un an après la sortie de Windows 95. Le nouveau explorateur de Windows 95 fut adopté pour l'interface graphique. Il contient également des améliorations sur l'architecture du noyau, sur USER32, COM and MSRPC.
Windows NT 4.0 est sorti en cinq versions :
- Windows NT 4.0 Workstation ;
- Windows NT 4.0 Server ;
- Windows NT 4.0 Enterprise Server ;
- Windows NT 4.0 Embedded ;
- Windows NT 4.0 Terminal Server Edition.

## Windows 98
Le 25 juin 1998, Microsoft sort Windows 98 (nom de code Memphis). II contient de nombreux nouveaux drivers et nativement le système de fichier FAT32 qui supporte des partitions de taille supérieure à 2 go. Le support de l'USB est également très amélioré par rapport à celui de Windows 95. Cette version continue d'inclure Internet Explorer en navigateur par défaut du système.
En 1999, Microsoft sort Windows 98 Second Edition, une évolution de Windows 98. Une des grandes nouveautés est l'arrivée de fonction réseaux pour le grand public, comme le Partage de connexion, et le support du NAT, permettant ainsi à plusieurs machines sur le même réseau local de partager la même connexion internet.

## Windows 2000
Windows 2000 est sorti en février 2000. Il s'agit de la version NT 5.0, pour les serveurs et les machines de travail. Une des plus grandes nouveautés est l'arrivée d'Active Directory, permettant à des machines utilisant les standards DNS, LDAP, et Kerberos de se connecter entre elles. Certains services de Windows 98 furent également incorporés au système, comme le gestionnaire de périphériques, Windows Media Player, et DirectX.
Même si Windows 2000 n'était pas prévu pour des particuliers, la mise à jour depuis Windows 95 ou 98 était disponible.
Windows 2000 est sorti en cinq éditions :
- Windows 2000 Professional ;
- Windows 2000 Server ;
- Windows 2000 Advanced Server ;
- Windows 2000 Datacenter Server ;
- Windows 2000 Small Business Server.

De plus une version modifiée de Windows 2000, Neptune (NT 5.5), gestion du réseau 32 bits consistait à sortir une version familiale de Windows 2000, mais ce projet fut fusionné avec le projet Odyssey au profit de Whistler (nom de code de Windows XP).

## Windows ME
En septembre 2000, Microsoft met sur le marché le successeur de Windows 98, appelé Windows ME ou « Millennium Edition ». Il s'agit du dernier Windows basé sur MS-DOS. Windows ME amenait des nouvelles applications multimédia avec Windows Movie Maker, Internet Explorer 5.5 et Windows Media Player 7. La fonction de restauration système fait également son apparition, permettant de restaurer la machine à une date précédente.
Windows ME fut conçu très rapidement afin d'avoir un remplaçant à un Windows 98 vieillissant alors que Windows XP n'était pas encore prêt. La plupart des nouveautés furent également disponibles pour Windows 98 à partir de Windows Update site (à part la restauration système et Windows Movie Maker). Windows ME fut critiqué pour ses problèmes de stabilité et la disparition apparente du vrai mode DOS.

## Windows XP

Logo de Windows XP.

Windows XP, sorti le 25 août 2001, (nom de code « Whistler ») fusionne enfin les branches Windows NT/2000 et Windows 95/98/Me. Windows XP utilise le noyau NT 5.1, la branche Windows NT remplaçant la branche classique pour le grand public. La version originelle fut critiquée pour ses problèmes de compatibilité et de sécurité, ce qui amènera à la création de trois Service Packs par Microsoft au fil des années. Windows XP SP1 est sorti en septembre 2002, SP2 en août 2004 et SP3 en avril 2008. Ces Services Packs aidèrent grandement à l'adoption de Windows XP, devenant la version de Windows qui durera le plus longtemps du 25 octobre 2001 au 30 janvier 2007 quand il fut remplacé par Windows Vista. Le système d'exploitation fut abandonné le 8 avril 2014.
Windows XP est sorti en un nombre important de versions :
- Windows XP Home Edition, pour les particuliers ;
  - Windows XP Home Edition N, sans Windows Media Player, pour l'Union européenne ;
- Windows XP Professional ;
  - Windows XP Professional N ;
- Windows XP Media Center Edition (MCE), sorti en octobre 2002, ajoute des fonctions multimédia à la version Home (le Windows Media Center) ;
  - Windows XP Media Center Edition 2003,
  - Windows XP Media Center Edition 2004,
  - Windows XP Media Center Edition 2005 ;
- Windows XP Tablet PC Edition, for tablet PCs ;
  - Windows XP Tablet PC Edition 2005 ;
- Windows XP Embedded ;
- Windows XP Starter Edition ;
- Windows XP Professional x64 Edition, version x86-64 (AMD64) ;
- Windows XP 64-bit Edition, version 64 bits Itanium, abandonnée en septembre 2005 ;
  - Windows XP 64-bit Edition 2003.

## Windows Vista

Logo de Windows Vista.

Windows Vista commença son développement sous le nom de Longhorn. Il devait intégrer le système de fichier WinFS originellement prévu pour Cairo et moderniser le noyau Windows NT. Après un développement tumultueux et l'abandon de WinFS, il est sorti le 30 janvier 2007. Windows Vista améliore grandement la sécurité grâce à son UAC (User Account Control), les utilisateurs ne sont plus par défaut connectés en tant qu'administrateur comme dans les versions précédentes de Windows. Des améliorations graphiques utilisant l'accélération 3D sont également disponibles avec l'interface graphique Windows Aero, de nouvelles applications sont également intégrées au système (Windows Calendar, Windows DVD Maker, Windows Mail), Internet Explorer 7, Windows Media Player 11. Le numéro de version devient alors NT 6.0.
Windows Vista fut disponible en 6 éditions :
- Starter ;
- Home Basic ;
- Home Premium ;
- Business ;
- Enterprise ;
- Ultimate.

À partir de cette version, toutes les éditions sont disponibles en 32 et 64 bits.

## Windows 7

Logo de Windows 7.

Windows 7 est sorti le 22 octobre 2009,. Il était précédemment connu sous les noms de code Blackcomb et Vienna. Windows 7 a pour numéro de version NT 6.1 (afin de garder une meilleure retrocompatibilité avec Windows Vista).
Par rapport à Windows Vista, Windows 7 démarre plus vite, possède un nouveau shell, Windows PowerShell ; une UAC améliorée et moins intrusive ; le support du multi-touch et une meilleure gestion des fenêtres. La barre latérale de Vista disparaît (même si les gadgets sont toujours disponibles) et plusieurs programmes inclus dans Windows Vista doivent maintenant être remplacés par leurs équivalents Windows Live à télécharger.
Windows 7 est disponible en six éditions :
- Starter ;
- Home Basic ;
- Home Premium ;
- Professional ;
- Enterprise ;
- Ultimate.

## Windows 8

Logo de Windows 8.

Windows 8 est sorti en octobre 2012. Une édition ARM, Windows RT, est disponible pour la première fois. Windows 8 introduit une nouvelle interface, basée sur celle de Windows Phone plus facile à utiliser en tactile. Cette interface remplace le menu démarrer par un écran démarrer en plein écran. D'autres nouveautés sont le support de l'USB 3.0, l'arrivée du Windows Store et un nouveau système de démarrage permettant de démarrer plus vite que Windows 7. Windows 8 est disponible dans les éditions suivantes :
- Windows 8 ;
- Windows 8 Pro ;
- Windows 8 Enterprise ;
- Windows RT.

Une mise à jour majeure de Windows 8 : Windows 8.1 est sortie le 17 octobre 2013.

## Windows 10

Logo de Windows 10.

Windows 10 est sorti le 29 juillet 2015. Le menu Démarrer est de retour, celui-ci ayant disparu dans Windows 8, mais il apporte justement les tuiles de la précédente version tout en étant personnalisable en largeur et en taille. Cette nouvelle version apporte pour la première fois sur ordinateur l'assistante numérique Cortana, un système de reconnaissance vocale qui permet d'envoyer des mails, rappeler des évènements inscrits dans l'agenda ...
Windows 10 remplace Internet Explorer par Microsoft Edge, qui améliore la barre d'adresse, intègre Cortana... Grâce à Edge, il est également possible de faire des annotations sur les pages Web. Cette version intègre le multitâche virtuel.
Éditions disponibles à sa sortie, en 2015 :
- Windows 10 Home ;
- Windows 10 Pro ;
- Windows 10 Entreprise ;
- Windows 10 Éducation.

Microsoft met à jour les fonctionnalités de Windows 10 régulièrement. Depuis 2017, Microsoft a tablé sur deux mises à jour majeures par an. Avec la sortie de Windows 11, la firme de Redmond a choisi le déploiement d'une seule mise à jour par an. Cela s'explique en partie par l'absence de nouveautés majeures dans les dernières versions de Windows 10 ; depuis la mise à jour d'Octobre 2020 (20H2 ou 2009).
Les mises à jour dites de fonctionnalités se déploient par vagues successives pour ne pas surcharger les serveurs de la firme américaine, mais surtout pour éviter de nombreux problèmes sur les PC. Plusieurs mises à niveau ont été déployées par le biais de Windows Update (mises à jour de fonctionnalités) :
- Le 29 juillet 2015, Avec Windows 10 build 10.0.10240, nom de code Threshold 1, le système est dévoilé en version finale.

- Mi-novembre 2015, Microsoft déploie la première mise à jour majeure de Windows 10, surnommée Threshold 2. Cette mise à jour permet de stabiliser davantage le système et d'optimiser Cortana, le navigateur Edge et certains éléments de l'interface graphique du système d’exploitation.

- Mardi 2 août 2016, Microsoft déploie la mise à jour majeure « Anniversary update » pour PC et Windows Phone.

- Microsoft annonce que la mise à jour « Creators Update » sur les PC sera disponible dès le 11 avril 2017 (cela se fera par étapes). Il est également possible de l'avoir plus tôt via un assistant de mise à jour manuelle dès le 5 avril 2017. Un peu plus tard, en octobre, la mise à jour Fall Creators Update (1709) est déployée pour le public.

- En 2018, les mises à jour d'avril et d'octobre sont déployées, mais rapidement suspendues à la suite de nombreux bugs. La première mise à jour de l'année (1803) provoquait de nombreux plantages et des écrans bleus de la mort, et la deuxième (1809) causait notamment la suppression non-désirée de fichiers. Pas moins de trois révisions furent nécessaires avant que cette dernière soit considérée comme stable. Microsoft a su persévérer puisque cette version devait être la base de Windows Server 2019, dont la sortie fut également retardée.

- En 2019, la mise à jour de mai, qui est centrée sur l'amélioration des fonctions de recherche du système, l'amélioration des notifications et du menu Démarrer ainsi que de nouveaux contrôles pour les mises à jour, est déployée, cette fois sans problème majeur. Le 12 novembre, Microsoft annonce la mise à jour 1909 (November Update), plus légère en nouveautés (création d'événements de calendrier depuis la barre des tâches, nouvelle gestion des notifications), et centrée sur la stabilité et de nombreuses optimisations. La mise à jour de novembre est déployée en tant que mise à niveau facultative pour les utilisateurs de la version 1903, et obligatoire pour les versions antérieures.

## Windows 11

logo officiel Windows 11

Windows 11 est sorti le 5 octobre 2021. Le code en provenance d'anciens systèmes d'exploitation Microsoft continue d'être retiré au profit de la plateforme d'application universelle (UWP).
Windows 11 marque aussi le retour des widgets. Introduits avec Windows Vista puis abandonnés avec Windows 7, ils s'afficheront sur un espace entièrement paramétrable. 
Depuis son lancement, Windows 11 partage la majorité de son code avec Windows 10, y compris son noyau. L'intrusion de la publicité est ce qui distingue le plus les deux systèmes à l'heure actuelle.
À cause d’un lancement un peu chaotique et la suppression de la compatibilité avec les ordinateurs un peu anciens (TPM 2.0, Secure Boot) le déploiement de Windows 11 est lent, certains utilisateurs préférant, ou étant forcés, de rester sur Windows 10 avec un grand risque pour la sécurité qui sera effective à partir du 14 octobre 2025 ou de passer à une distribution Linux.